# François Jaclot
 (janvier 2023).
François Michel Marie Charles Jaclot, né le 1er mai 1949 à Neuilly-sur-Seine, est un chef d’entreprise énarque, ancien inspecteur des finances, ayant occupé plusieurs fonctions de direction de premier plan au cours des dernières décennies, au Crédit National, au sein du Groupe Lafarge ou encore au sein du Groupe Suez. Il rejoint en 2003, le groupe brassicole bruxellois Interbrew en tant que directeur financier. 

## Formation
Fils de Pierre Jaclot ingénieur agronome propriétaire exploitant et de Jacqueline Boisseau, François Jaclot est diplômé de l'ENSAE, puis de l'IEP de Paris, François Jaclot intègre l'ENA avant de rejoindre le corps de l’Inspection des Finances pendant quatre années

## Carrière
Il rejoint ensuite le Crédit National en tant que chargé de mission entre 1982 et 1985, puis directeur du département des opérations en fonds propres entre 1885 et 1987, jusqu’à prendre la présidence de la filiale de capital risque Sofineti (Société de financement de l'électronique et des techniques de l'information) en 1986. En 1987, il est nommé directeur financier de Lafarge Coppée (devenu Lafarge), trois ans plus tard il est promu directeur général adjoint, Executive vice-président et chief financial officer de Lafarge Corporation (USA) et de Lafarge Canada Inc. De 1990 à 1994, il devient Directeur général adjoint chargé des finances et des affaires juridiques du groupe Lafarge-Coppée. 
En 1994, il rejoint la banque Demachy Worms & Cie, en tant qu’Associé-gérant. Deux ans plus tard, le président de la compagnie de Suez Gérard Mestrallet, et ancien camarade de promotion, l’appelle à ses côtés en tant que conseiller et directeur délégué du contrôle et des systèmes de gestion, avant de le nommer directeur général adjoint, numéro 2 du groupe, afin de piloter la fusion de la Compagnie financière de Suez avec la Lyonnaise des Eaux et d’élargir le périmètre du nouveau groupe à coup d’acquisitions et d’investissements. Il est membre du Directoire entre 1997 et 2001, puis directeur général chargé des finances et des secteurs communication et aménagement-construction de Suez-Lyonnaise des eaux entre 1999 et 2000. 
Entre 1999 et 2001, il est Président du conseil d’administration de Lyonnaise Communications, et Vice-président du directoire de Suez-Lyonnaise des eaux, devenue en 2001 Suez, entre 2000 et 2001. Il est également président de FirstMark Communications France en 2000, et Vice-président du comité de direction générale de Suez entre 2001 et 2003. 
Il rejoint en 2003, le groupe brassicole bruxellois Interbrew, numéro 3 mondial, en tant que directeur financier et membre du comité exécutif, chargé notamment des fusions et acquisitions. L'entreprise devient InBev en 2004, fusion de Interbrew et de Ambev. En 2005, il devient senior advisor d'Inbev. 
Il est le président de la Fondation des Foyers de charité, une œuvre présente dans 25 pays créée par Marthe Robin. C'est dans ce cadre qu'il refuse d'accepter une convention de recherche prévue avec l'École pratique des hautes études et de financer les travaux de la commission pluridisciplinaire installée pour enquêter au sein des Foyers de charité afin de déterminer d’éventuelles « déviations théologiques » ayant pu conduire à des « abus spirituels et sexuels », menant à la démission de l'ensemble des membres de la commission
En 2006, il devient managing partner de FJConsulting, société dont il est le fondateur. 
Depuis 2010, il est le Président-directeur général de AOG group à Londres. 

### Autres fonctions
François Jaclot était administrateur de plusieurs sociétés, notamment Unibail Holding.

### Distinctions
François Jaclot est nommé chevalier de la Légion d'honneur à l’occasion de la promotion du 1er janvier 1999.